# 捷克特熱博瓦

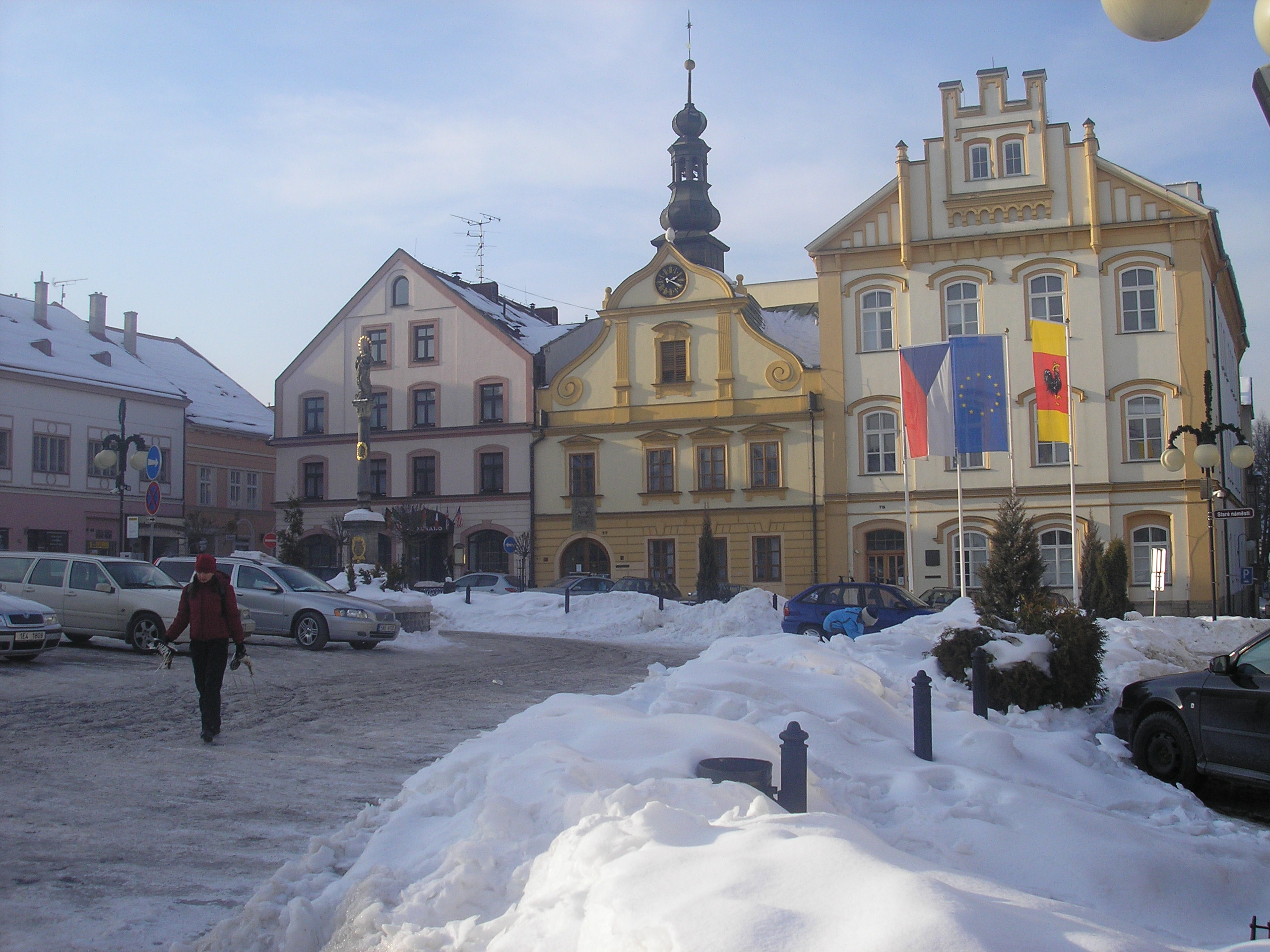

捷克特熱博瓦是捷克的城鎮，位於該國東北部，由帕爾杜比采州負責管轄，面積41平方公里，海拔高度375米，鎮上的市政廳建於1547年，2011年人口16,069。

## 外部連結
- Municipal website  （页面存档备份，存于） （捷克文） （英文）
- Information service  （捷克文） （英文）
- Virtual show